# Morten Pihl
 Ikke at forveksle med Morten Piil.
Morten Pihl (født 1961 i Svaneke) er en dansk journalist fra Danmarks Journalisthøjskole i 1986 og tredobbelt Cavlingprisvinder.
Han har været ansat i Jyllands-Postens gravegruppe på Indlandsredaktionen siden 2003. Tidligere ansættelser: Frederiksborg Amtsavis 1986, Berlingske Tidende 1987-97, Advokatsamfundet 1998-99, DR Nyheder 1999-2000, Aktuelt 2000-2001, BT 2001-03.
På BT satte han sammen med Jakob Priess-Sørensen fokus på forholdene i Farum Kommune i den såkaldte Brixtofte-sag. Det indbragte parret Cavling-prisen for 2002.
Før det modtog han i 1993 Kristian Dahls Mindelegat, også kaldet den lille Cavling-pris, og han modtog samme legat igen i 2002, hvor han også fik Berlingske Journalisters Pris. I 1995 modtog Pihl desuden Advokatrådets Retspris.
Med Orla Borg og Carsten Ellegaard offentliggjorde Pihl i 2012 historien om den danske PET-agent Morten Storm om PET's deltagelse i CIA's opsporing af terrorlederen Anwar al-Awlaki, som CIA dræbte i et droneangreb i Yemen i 2011. 
Artiklerne gjorde Morten Pihl, Orla Borg og Carsten Ellegaard Christensen til de første vindere af Den europæiske pressepris. De tre journalister blev tillige tildelt årets avispris i Foreningen for Undersøgende Journalistik (FUJ), og artikelserien var nomineret til Cavling-prisen i 2013.
På baggrund af artikelserien Lægernes store tag selv-bord modtog Morten Pihl årets Cavling-pris i 2014.
I Cavling-komiteens begrundelse hed det "Du har i sandhed brugt journalisters ret til at kigge magthaverne efter i kortene. Du har med stor dygtighed, stædighed og systematik sat så mange kræfter i gang på Rigshospitalet, at der efter sigende en overgang skulle 13 studentermedhjælpere til for at betjene din flittige brug af loven om offentlighed i forvaltningen".
Han modtog sammen med Tea Krogh Sørensen, begge Morgenavisen Jyllands-Posten, Cavlingprisen 2019 for artikelserien ”Det Store Sundhedssvigt".
Han modtog i november 2023 FUJ's aktualitetspris for afdækningen af amputationssagen i Region Sjælland.
Han var nomineret til Publicistprisens hovedpris i 2021, 2023 og 2024.

## Hæder
- 1993: Kristian Dahls Mindelegat
- 1995 Advokatrådets Retspris
- 2002
  - Cavlingprisen
  - Kristian Dahls Mindelegat
  - Berlingske Journalisters Pris
- 2013: Den europæiske pressepris
- 2014: Cavlingprisen
- 2019: Cavlingprisen
- 2021: Nomineret til Publicistprisen[8]
- 2023
  - Aktualitetspris
  - Nomineret til Publicistprisen[9]
- 2024: Nomineret til Publicistprisen[10]